# متيرة

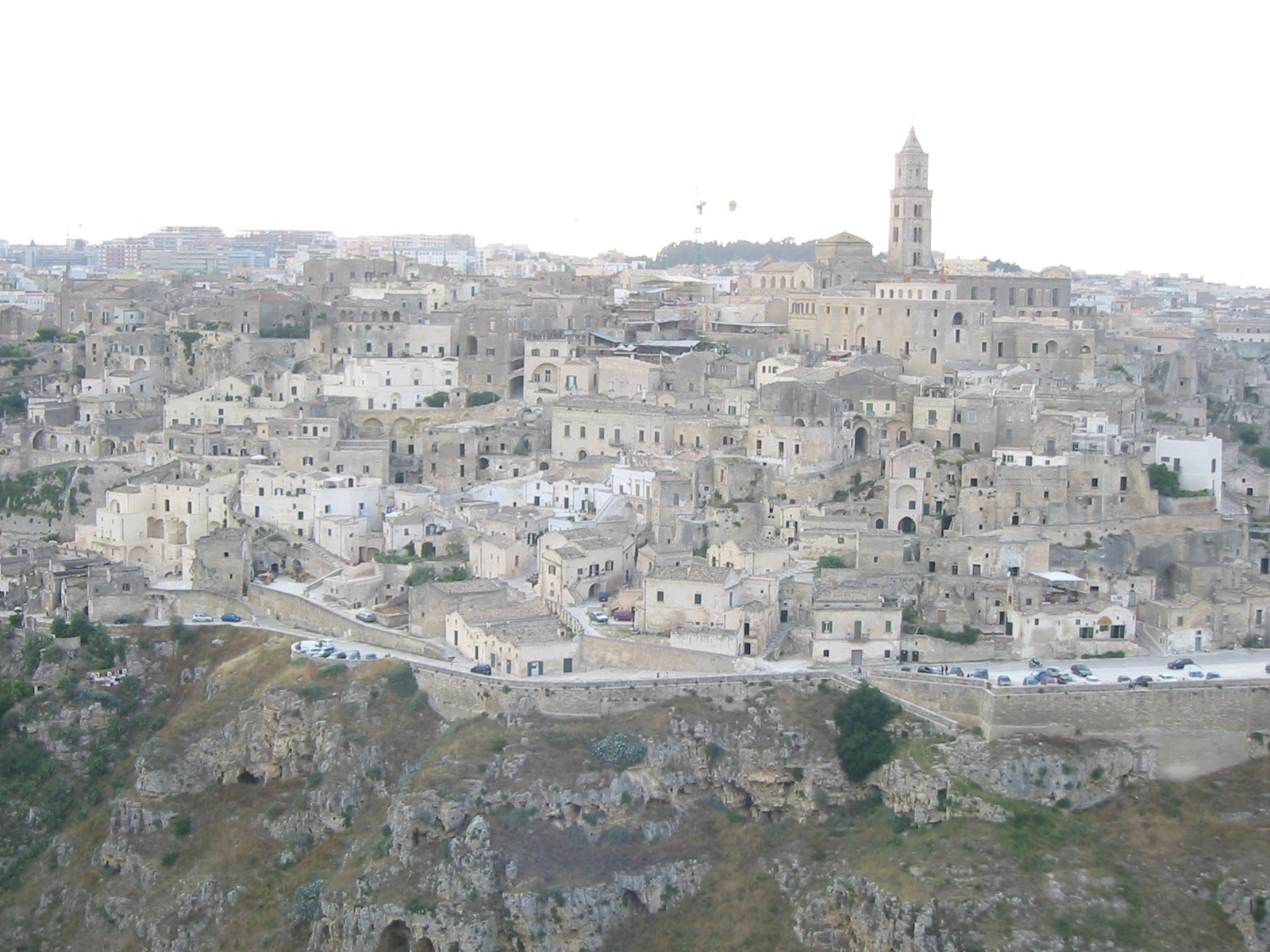
300xp

متيرة أو ماتيرا (بالإيطالية: Matera)‏، مدينة جنوب إيطاليا عاصمة مقاطعة متيرة، ضمن إقليم بازيليكاتا، وهي ثاني أكبر مدنه، يعتمد اقتصادها على الزراعة، أصبح مع نهاية التسعينات من القرن الماضي يعتد على إنتاج حشوة الأثاث الأثاث المنجد، توجد المدينة على صدع غرافينا الأرضي الذي يقسم المدينة إلى قسمين، وقد تشكّل عبر الزمن بمرور نبع فيه، عدد سكانها 59.569 نسمة.

## السكان
في سنة 1861 بلغ عدد السكان 14٬434 نسمة، وتطور العدد ليصل في سنة 2011 لـ 59٬796 نسمة.
يظهر هذا المخطط البياني تطور النمو السكاني لـ ماتيرا

## التاريخ
استوطنت المنطقة التي تقع متيرة فيها الآن منذ العصر الحجري القديم. يعتقد أن الرومان أسسوا المدينة في القرن الثالث قبل الميلاد باسم Metheola نسبة للقنصل لوسيوس كايسيليوس ميتيلوس.
غزاها اللومبارديون عام 664 وأصبحت جزءاً من دوقية بينيفنتو. في القرنين السابع والثامن استُعمِرت الكهوف القريبة من قبل كل من المؤسسات الرهبانية للبيندكتيين واليونانيين - الأرثوذكس.
اتسم القرنان التاسع والعاشر بالصراع بين المسلمين والبيزنطيين والأباطرة الألمان، وقد قام لويس الثاني بتدمير المدينة. بعد استقرار النورمان في بوليا، حكم متيرة غولييلمو الذراع الحديدية منذ عام 1043.
بعد مرحلة قصيرة كبلدية وسلسلة أوبئة وزلازل، صارت المدينة في القرن الخامس عشر ضمن الأملاك آل خيمينس الإسبان، أعطيت إقطاعية إلى كونتات عائلة ترامونتانو. بيد أنه في عام 1514، تمرد السكان ضد الظلم وقتلوا الكونت جوفاني كارلو ترامونتانو. في القرن السابع عشر سُلمت متيرة لآل أورسيني، ثم أصبحت جزءا من أرض أوترانتو. وصارت لاحقا عاصمة بازيليكاتا، وهو وضع استمر حتى عام 1806، عندما نقلها جوزيف بونابرت إلى بوتنسا.
في عام 1927 أصبحت عاصمة مقاطعة متيرة. في 21 سبتمبر 1943، ثار الماتيريون ضد الاحتلال الألماني، وهي أول مدينة إيطالية تقاتل الفرماخت.

## توأمة
لمتيرة اتفاقيات توأمة مع:
- فيدجيفانو

## أعلام
- جيوفاني ميرا
- لويجي دي كانيو
- كوسيمو فوسكو
- جيانفيتو بلاسماتي
- فرانسيسكو مانشيني